# Aeroport de Târgu Mureș
L'Aeroport de Târgu Mureș (en romanès: Aeroportul Transilvania Târgu Mureș; en hongarès: Marosvásárhelyi Transilvania Repülőtér) (codi IATA: TGM, codi OACI: LRTM) és un aeroport internacional situat a 14 km al sud-oest de Târgu Mureș, comtat de Mureș, al centre de Romania. Fins al maig del 2006, el nom oficial era l'aeroport de Târgu Mureș Vidrasău, ja que en realitat, es troba a Vidrasău, a 17 km de Târgu Mureș.

## Història
Inaugurat el 1936, el primer aeroport de Târgu Mureș es va construir a 2,5 quilòmetres del centre de la ciutat. L'aeroport va ser reconstruït a la seva ubicació actual als anys seixanta i inaugurat el 1969.
Després del 2000, l'aeroport ha estat objecte d'una renovació exhaustiva. L'octubre de 2005 es va obrir una nova terminal internacional i es va instal·lar un sistema d'aterratge d'instruments de categoria II, que permetia la manipulació dels vols les 24 hores del dia.
El desembre de 2016, l'administrador del consell comarcal va iniciar un nou programa de modernització. El projecte va suposar la reforma de la pista i de la plataforma (una inversió estimada de 77 milions de lei romanès). La subhasta va ser guanyada per l'Associació Porr-Geiger, mentre que la construcció va començar a principis d'octubre de 2017 i va acabar el juny de 2018. El 25 de juny de 2018, la nova pista va entrar en funcionament.

## Línies aèries i destinacions
| Aerolínies | Destinacions                                                |
| ---------- | ----------------------------------------------------------- |
| Animawings | Seasonal charter: Antalya,                                  |
| HiSky      | Seasonal charter: Hurghada                                  |
| TAROM      | Seasonal charter: Antalya,                                  |
| Wizz Air   | Budapest, Dortmund, London–Luton, Memmingen, Rome-Fiumicino |